# Sevdaliza
Sevdaliza, pseudonimo di Sevda Alizadeh (in persiano سِودا علیزاده‎; Teheran, 1º settembre 1987), è una cantante, compositrice e produttrice discografica iraniana con cittadinanza olandese.

## Biografia
Nata in Iran da una famiglia di origini azero-iraniane, persiane e russe, si trasferisce con l'intera famiglia nei Paesi Bassi nel 1992. Qui completa la formazione scolastica e si laurea in scienze della comunicazione, iniziando a pubblicare musica a partire dal 2012. Proprio nel 2012 viene edito il suo EP di debutto Zwartgoud, a cui fanno seguito Children of Silk e The Suspended Kid nel 2015. In questi anni il suo stile oscilla principalmente fra i generi Contemporary R&B e Trip hop, che continueranno a caratterizzarla anche per gli anni successivi. Nel 2016 è protagonista del cortometraggio The Formula, il quale include al suo interno alcune sue canzoni.
Dopo aver pubblicato vari singoli, nel maggio 2017 l'artista pubblica il suo album di debutto ISON, con cui entra nella classifica olandese. Il progetto viene realizzato come visual album, con video realizzati sotto forma di lungometraggio per una durata equivalente a quella dell'album. Sempre nel 2017 realizza il singolo Bebin, con il quale attacca la politica di Donald Trump nei confronti dell'immigrazione. Nei mesi successivi l'artista intraprende una tournée internazionale. Nel marzo 2018 pubblica l'EP The Calling, per poi intraprendere un'altra serie di concerti. Sempre nel 2018 vince due premi durante la manifestazione Shark Music Video Awards.
Nel marzo 2019 pubblica il singolo Darkest Hour, definendolo l'inizio di una nuova fase della sua carriera. Segue l'anno successivo la pubblicazione del suo secondo album in studio Shabrang, con cui ottiene piazzamenti in varie classifiche nazionali. Nel 2022 pubblica l'EP Raving Dahlia; uno dei singoli estratti dal progetto, Everything Is Everything, vince il premio di migliori effetti speciali ai Berlin Video Music Awards.

## Discografia

### Album in studio
- 2017 – Ison
- 2020 – Shabrang

### EP
- 2012 – Zwartgoud
- 2015 – The Suspended Kid
- 2015 – Children of Silk
- 2018 – The Calling
- 2022 – Raving Dahlia

### Singoli
- 2014 – Clear Air
- 2014 – Sirens of the Caspian
- 2014 – Backseat Love
- 2015 – Marilyn Monroe
- 2015 – Haunted
- 2016 – Time
- 2016 – Human
- 2017 – Bebin
- 2017 – Hero
- 2017 – Hubris
- 2017 – Mad Woman
- 2018 – Soul Syncable
- 2018 – Human Nature
- 2019 – Darkest Hour
- 2019 – Martyr
- 2020 – Oh My God
- 2020 – Lamp Lady
- 2020 – Joanna
- 2020 – Habibi
- 2020 – Rhode
- 2021 – Oh My God
- 2021 – The Great Hope Design
- 2022 – High Alone
- 2022 – Woman Life Freedom
- 2023 – Ride or Die (con Villano Antillano e/o Tokischa)
- 2023 – Nothing Lasts Forever (con Grimes)
- 2023 – Who Are You Running From
- 2024 – Good Torture (con Elyanna)
- 2024 – Alibi (con Pabllo Vittar e Yseult o Anitta)
- 2024 – No me cansare (con Karol G)
- 2025 – Maria Magdalena (con le Irmãs de Pau)
- 2025 – Heroina (con La Joaqui)
- 2025 – Messiah